# Paromelix pattersoni
Paromelix pattersoni är en skalbaggsart som beskrevs av Aurivillius 1915. Paromelix pattersoni ingår i släktet Paromelix och familjen långhorningar.
Artens utbredningsområde är Ghana. Inga underarter finns listade i Catalogue of Life.